# خيلدرمالسن
خيلدرمالسن Geldermalsen  هي مدينة وبلدية بمقاطعة خيلدرلند، هولندا.

## طوبوغرافيا
خريطة طوبوغرافية هولندية لبلدية خيلدرمالسن، يونيو 2015، (تقرأ بعد ثلاث نقرات على الخريطة).

## معرض الصور

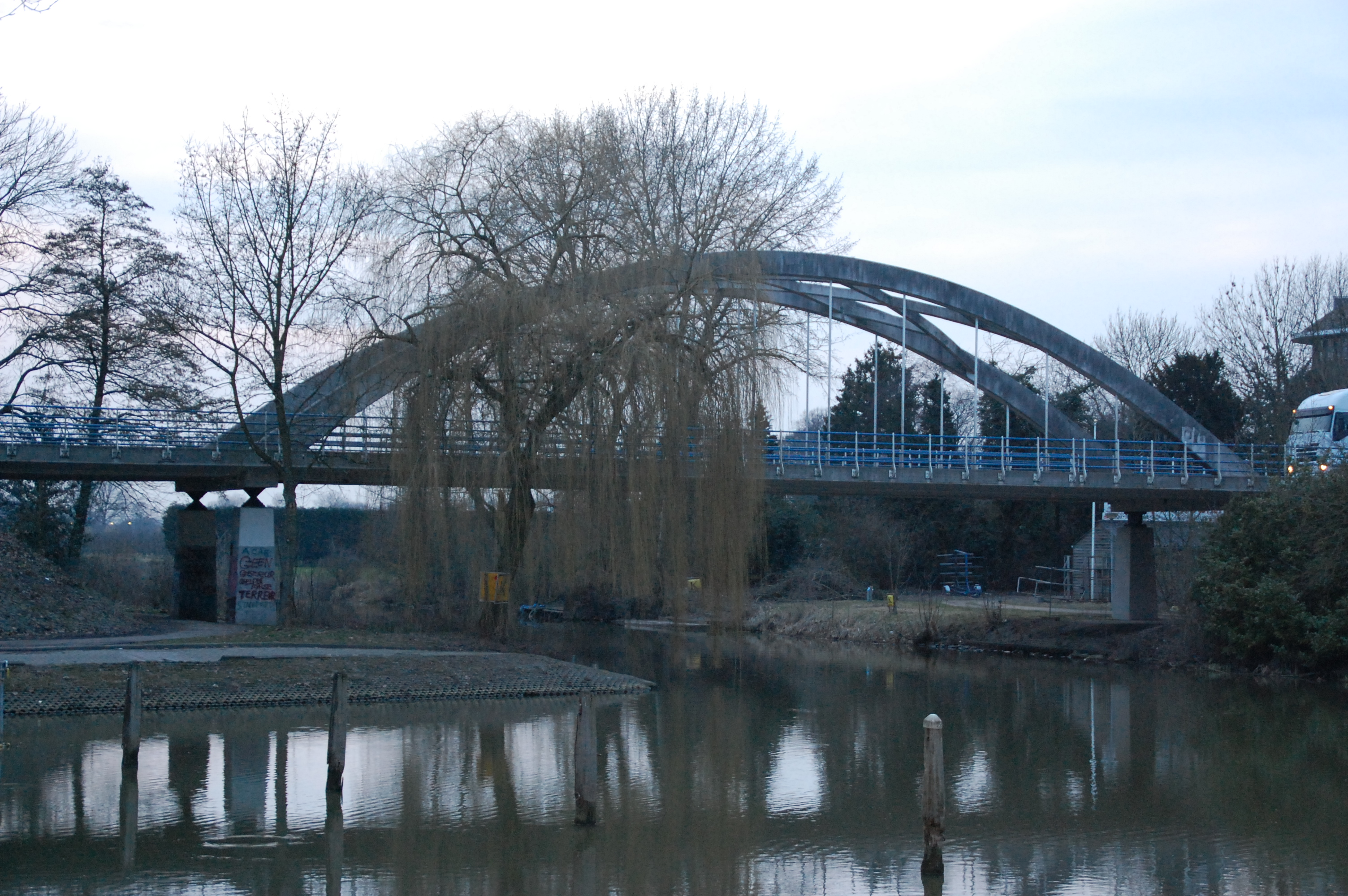
كوبري الطريق بين بلدية بيورمالسن وخيلدرمالسن
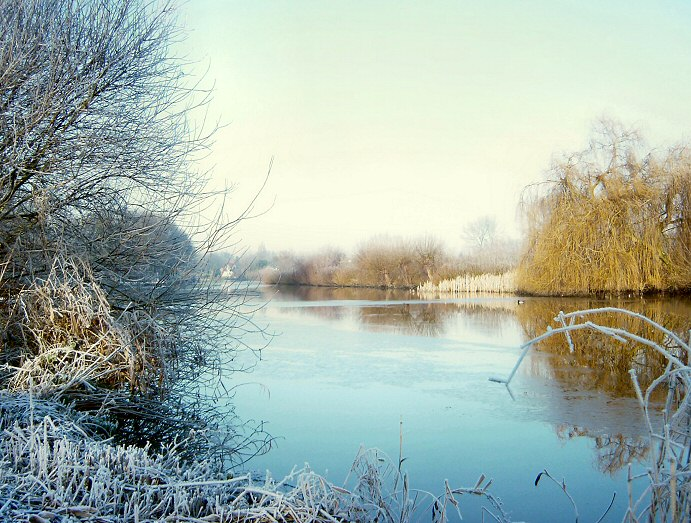
نهر لينجه
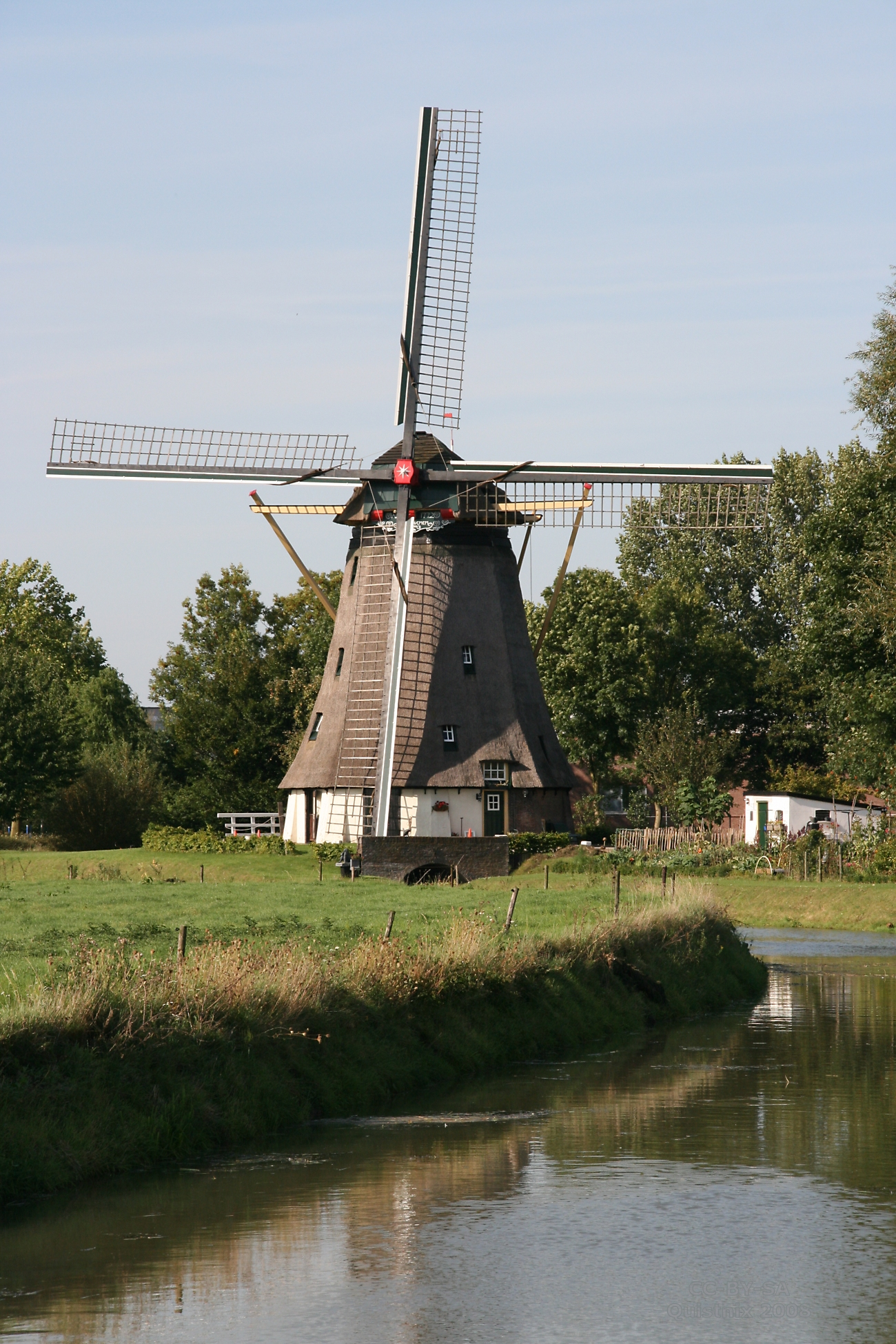
طاحونة هوائية بخيلدرمالسن
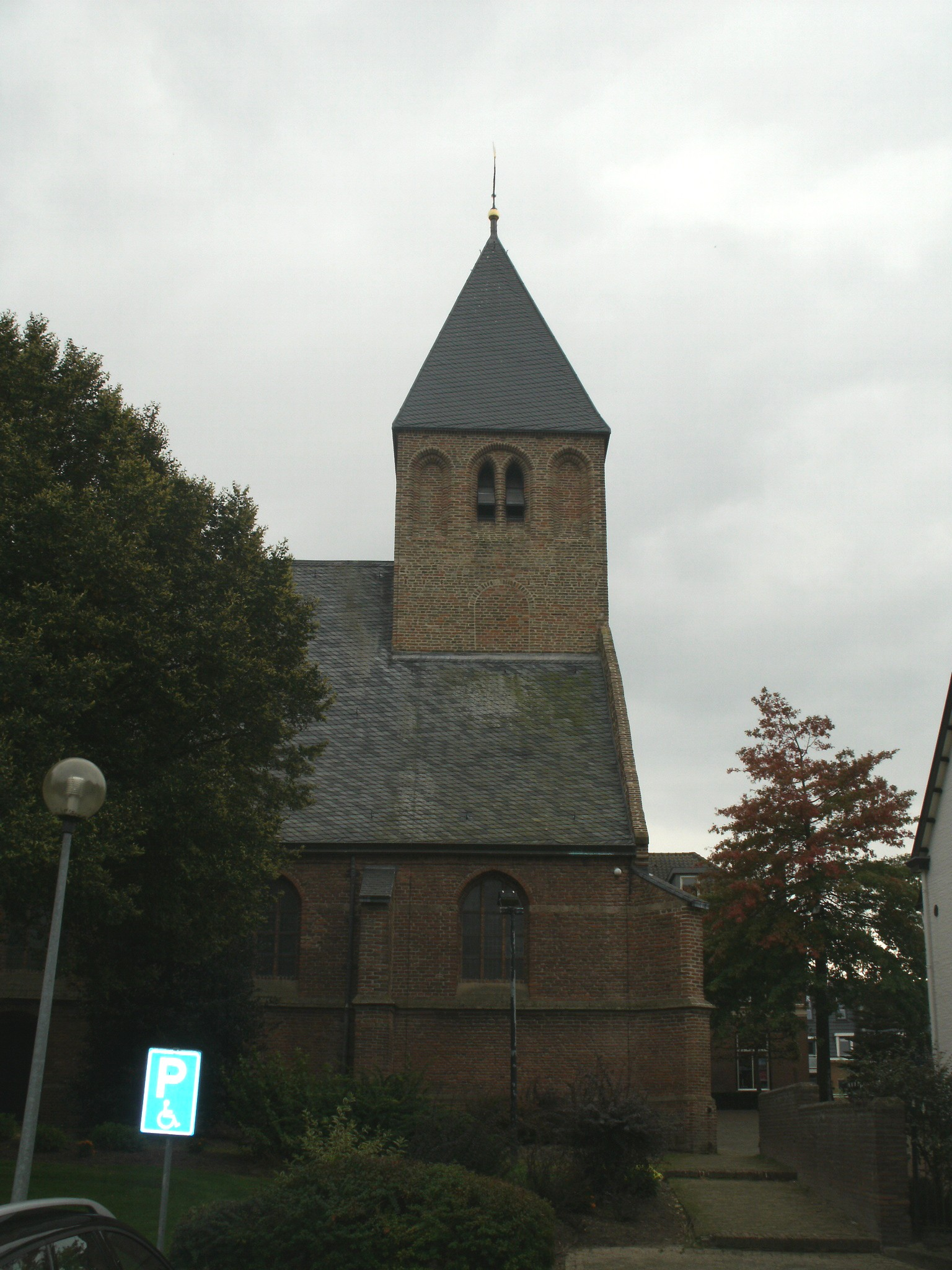
برج الكنيسة المصلحة بوسط خيلدرمالسن
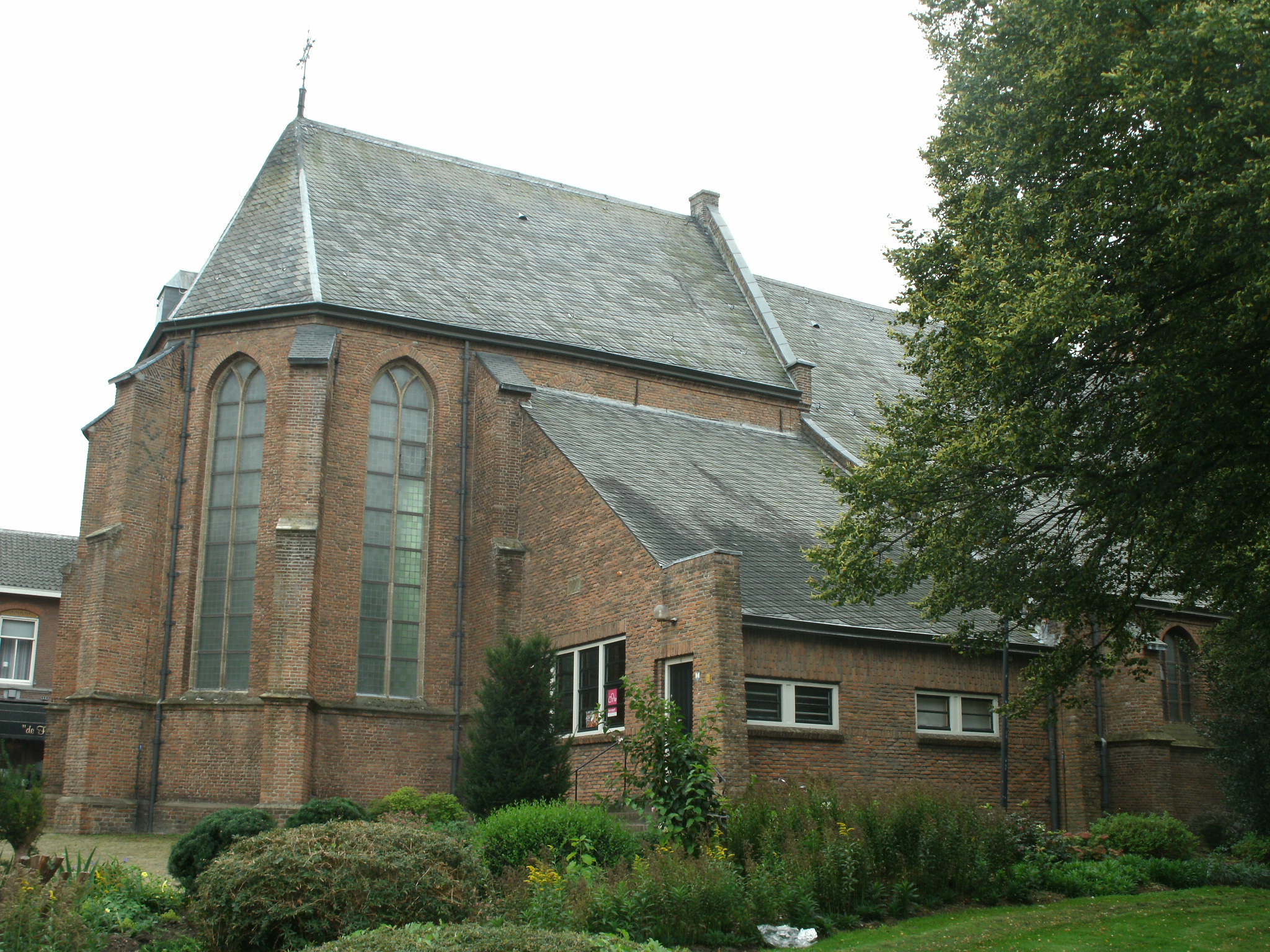
كورس الكنيسة المصلحة
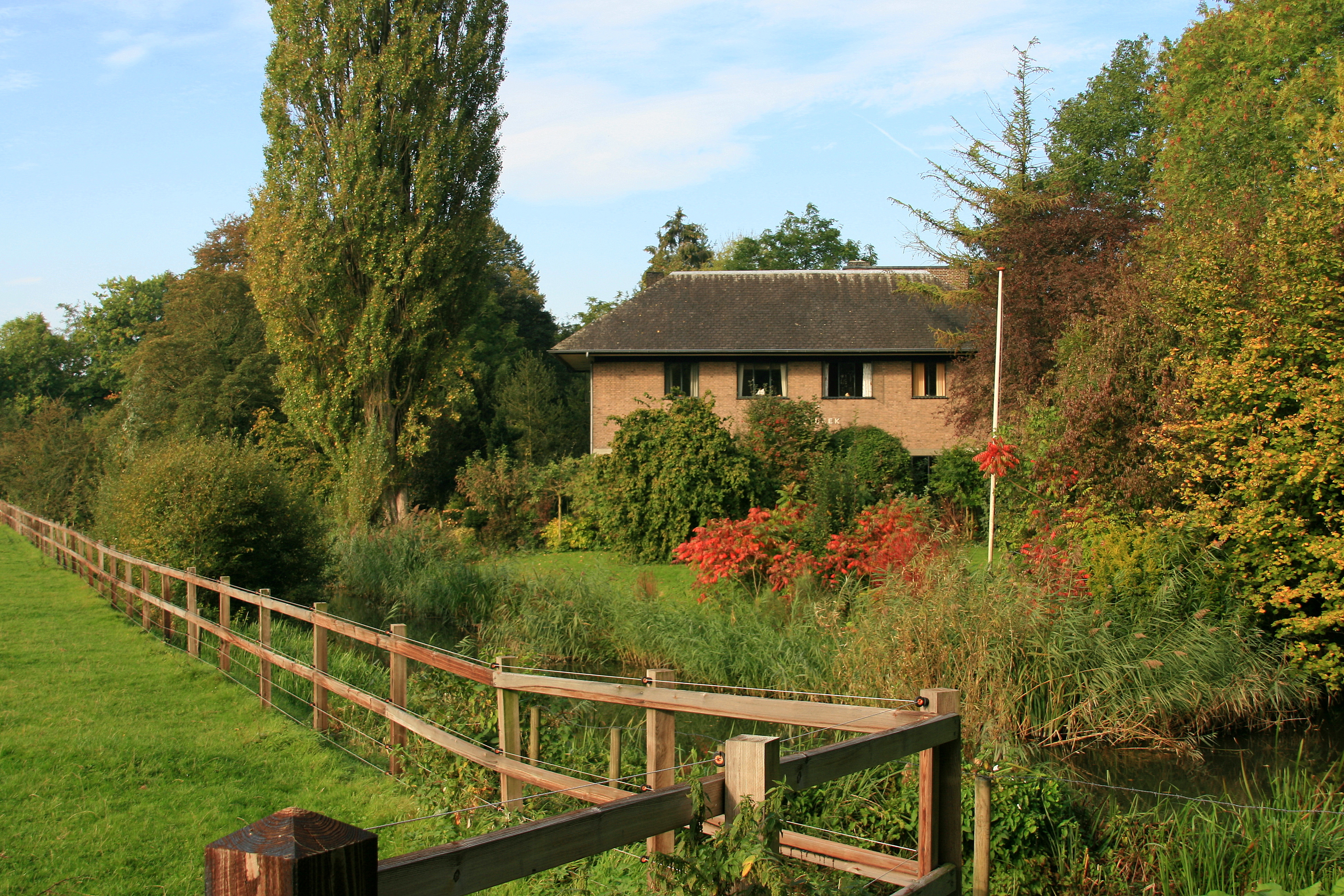
بنيت الفيلا عام 1929 على يد المعماري Henk Wegerif